# Stiftung Deutsch-Russischer Jugendaustausch
Die Stiftung Deutsch-Russischer Jugendaustausch ist eine Initiative des Bundesministeriums für Familie, Senioren, Frauen und Jugend, der Freien und Hansestadt Hamburg, der Robert Bosch Stiftung GmbH und des Ost-Ausschusses der Deutschen Wirtschaft. Grundlage für die Arbeit ist das Regierungsabkommen zwischen der Bundesrepublik Deutschland und der Russischen Föderation über jugendpolitische Zusammenarbeit vom Dezember 2004.
Offiziell gegründet wurde die Stiftung in öffentlich-privater Partnerschaft im Februar 2006 in Hamburg. Dort befindet sich auch der Sitz der Stiftung, Geschäftsführer ist Thomas Hoffmann.
In Folge des russischen Überfalls auf die Ukraine 2022 findet keine Zusammenarbeit mit staatlichen russischen Stellen mehr statt.

## Ziele
Die Stiftung hat den Auftrag, den Schüler- und Jugendaustausch zwischen Deutschland und Russland zu fördern und ihm neue Impulse zu verleihen. Dadurch sollen die freundschaftlichen Verbindungen zwischen den Völkern beider Staaten weiterentwickelt werden und der Bedeutung der jungen Generation für die Gestaltung von Gegenwart und Zukunft der Beziehungen Rechnung getragen werden.

## Aufgaben
Die Stiftung nimmt folgende Aufgaben wahr:
1. Aufbereitung und Verbreitung von Informationen unter Jugendlichen, Jugendverbänden und -organisationen sowie Bildungseinrichtungen in beiden Staaten über die Möglichkeit der Teilnahme am deutsch-russischen Jugend- und Schüleraustausch
2. Anregung der Entwicklung von Austauschen und die Herstellung und Vertiefung von Kontakten zwischen am Austausch interessierten Organisationen
3. Durchführung von Partnerbörsen, Seminaren und Konferenzen zur deutsch-russischen Jugendzusammenarbeit, darunter auch mit Allgemeinbildenden Schulen und Berufsschulen
4. Unterstützung bei der Qualifizierung von Fachkräften der Jugendhilfe und von Lehrkräften, einschließlich Praktika und Hospitationen
5. Ausarbeitung von Vorschlägen, die auf die Entwicklung neuer Formen und Bereiche der bilateralen und multilateralen Jugendzusammenarbeit gerichtet sind
6. Öffentlichkeitsarbeit für die deutsch-russische jugendpolitische Zusammenarbeit

Daneben ist es eine zentrale Aufgabe, Programme momentan in folgenden Förderbereichen finanziell zu unterstützen:
1. Schulischer Austausch und Sprachförderung
2. Außerschulischer Austausch

Die Förderung des außerschulischen Austausches aus Mitteln des Kinder- und Jugendplanes des Bundes (KJP) erfolgt im Zentralstellen- und Länderverfahren.
Der Förderbereich Beruflicher Austausch mit Russland befindet sich momentan im Aufbau. Der Schwerpunkt liegt hier neben der organisatorischen und inhaltlichen Unterstützung von Austauschmaßnahmen in erster Linie auf dem Aufbau lokaler Netzwerke für einen nachhaltigen nicht-akademischen Austausch im beruflichen Bereich mit Russland.

## Fördergrundsätze
Die Stiftung fördert den Austausch Jugendlicher und Schülerinnen und Schüler aller Regionen, aus allen gesellschaftlichen Bereichen und sozialen Schichten bei gleichen Zugangschancen.
Die Stiftung fördert den Austausch auf der Grundlage der Gegenseitigkeit. Die geförderten Maßnahmen sollen in beiden Ländern stattfinden. Besondere Aufmerksamkeit wird der Förderung von Projekten gewidmet,
- an denen sich weitere Förderer aus Deutschland oder der EU beteiligen;
- die auf eine längerfristige Partnerschaft angelegt sind;
- die neue Partnerschaften initiieren;
- die in Regionen in Deutschland und Russland stattfinden, die bislang am Austausch nicht beteiligt waren;
- die Vorbildcharakter haben;
- die Jugendliche mit Migrationshintergrund in geeigneter Weise einbeziehen.

Die Stiftung fördert nicht den Austausch von Jugendlichen zu Zwecken des Studiums oder der wissenschaftlichen Arbeit sowie auf dem Gebiet des Leistungssports. Nicht gefördert werden außerdem Projekte, die überwiegend touristischen Charakter haben.

## Gremien
Die Stiftung richtet sich bei ihrer Arbeit nach den Beschlüssen der Gesellschafterversammlung. Außerdem orientiert sie sich an den Empfehlungen des von der Bundesregierung eingesetzten nationalen Kuratoriums und des binationalen Deutsch-Russischen Rates für jugendpolitische Zusammenarbeit.

## Das Jugendportal to4ka-treff
To4ka-Treff war ein deutsch- und russischsprachiges Jugendportal der Stiftung und der Goethe-Institute der Region Osteuropa/Zentralasien. Jugendliche aus Deutschland und den Ländern Osteuropas und Zentralasiens konnten hier miteinander kommunizieren, über ihren Alltag schreiben und aus ihrem Leben berichten. Das Jugendportal bot Informationen zu Reisen, Sprache, Kultur und Alltag in Deutschland und dem russischsprachigen Raum von Jugendlichen für Jugendliche. Darüber hinaus standen interaktive Formate zum Mitmachen und Netzwerken zur Verfügung.

## Deutsch-Russisches Jugendparlament

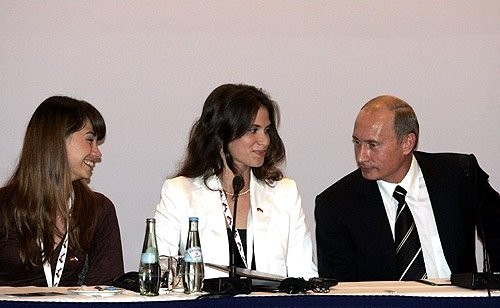
Putin trifft Mitglieder des russisch-deutschen Jugendparlaments in Dresden (2006)

Parallel zu den deutsch-russischen Regierungskonsultationen tagt seit 2006 das Deutsch-Russische Jugendparlament. Es ist ein Eigenprojekt der Stiftung Deutsch-Russischer Jugendaustausch. Ziel der Veranstaltung ist, das Verständnis für Demokratie und die Regeln parlamentarischer Meinungsbildung zu fördern.